# Cryolophosaurus
Cryolophosaurus is een monotypisch geslacht van uitgestorven vleesetende theropode dinosauriërs, dat tijdens het Vroeg-Jura leefde in Antarctica. De typesoort is Cryolophosaurus ellioti

## Vondst en naamgeving
In 1991 vond geoloog David Elliot tijdens een expeditie van 1990 af naar Antarctica op Mount Kirkpatrick, nabij de Beardmoregletsjer de resten op van een nog onbekende theropode. De fossielen werden met grote moeite uit de bevroren grondlagen verwijderd. Al snel werd duidelijk dat het dier een opvallende 'kuif' moest hebben bezeten en het kreeg de bijnaam 'Elvisaurus' naar Elvis Presley.
In 1993 benoemde en beschreef paleontoloog William Hammer samen met William Hickerson de typesoort Cryolophosaurus ellioti. De geslachtsnaam is afgeleid van het Oudgriekse κρύος, kryos, 'ijzige koude', een verwijzing naar de huidige koude die Antarctica kenmerkt, en λόφος (lophos) of λόφη (lophè), 'kam'. De soortaanduiding eert Elliot.

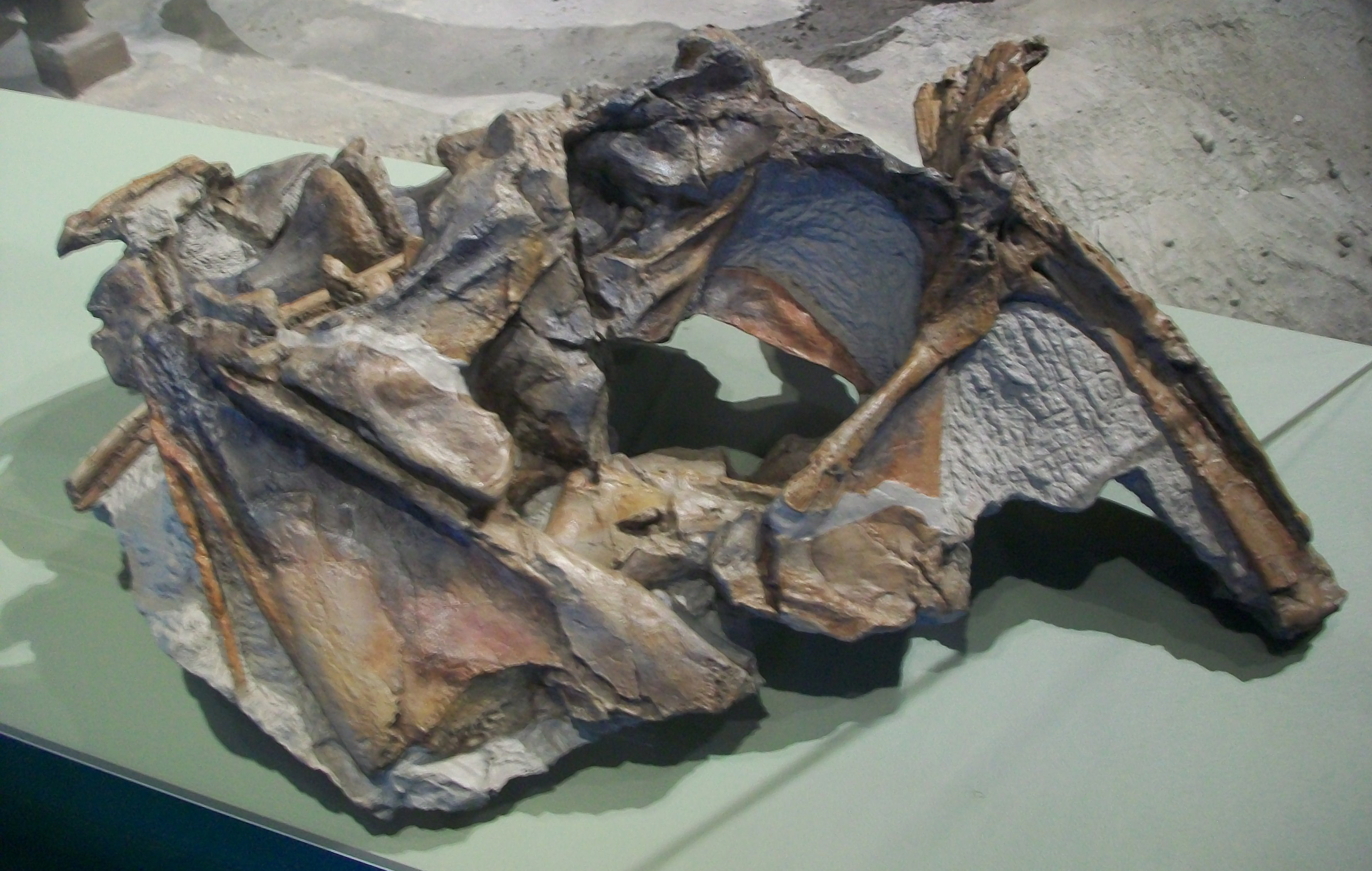
Achterkant van schedel en onderkaken van het holotype

Het holotype, FMNH PR1821, is gevonden in een laag van de Hansonformatie welke dateert van het Rhaetien-Toarcien. Meestal wordt aangenomen dat het fossiel uit het Sinemurien stamt, ongeveer 195 miljoen jaar oud. Het bestaat uit een gedeeltelijk skelet met schedel. Bewaard zijn gebleven: twee stukken bovenkaaksbeen, links en rechts, met in totaal negen maxillaire tanden, de achterkant van een schedel, de achterkanten van beide onderkaken, de zesde tot en met tiende halswervel, achterste nekribben, enkele voorste ruggenwervels, de meeste middelste en achterste ruggenwervels, ribben, de vijfde sacrale wervel, een groot aantal staartwervels, drie chevrons, stukken ven beide opperarmbeenderen, de bovenkant van een ellepijp, de bovenkant van een spaakbeen, een stuk darmbeen, de bovenkant van een schaambeen, de zitbeenderen, stukken ven de dijbeenderen, de onderkant van een scheenbeen, de onderkant van een kuitbeen, een sprongbeen en een hielbeen. Het gaat vermoedelijk om een jongvolwassen exemplaar.
In 2005 en 2007 werd het materiaal in veel groter detail beschreven, met hulp van paleontologen die in theropoden waren gespecialiseerd. Daarbij bleek dat in het oorspronkelijke artikel wat elementen fout geïdentificeerd waren.
In 2012 werd gemeld dat er nog wat aanvullend materiaal opgegraven was.
In 2013 werd een afgietsel van de hersenpan apart beschreven.

## Beschrijving

### Grootte en onderscheidende kenmerken
De lichaamslengte van Crylophosaurus werd door Hammer op zes à zeven meter geschat, het gewicht op een halve ton. In 2010 kwam Gregory S. Paul tot een wat lagere schatting: zes meter lang en driehonderdvijftig kilogram zwaar.

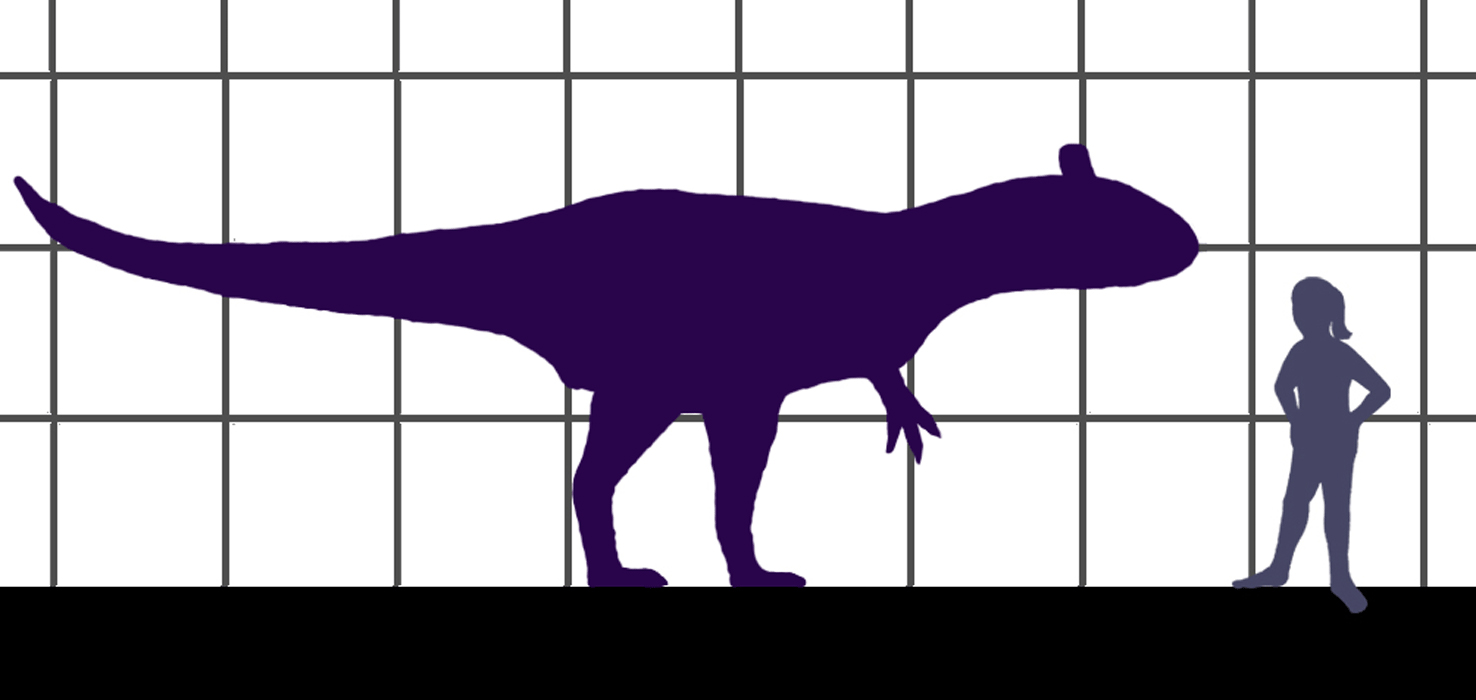
Vergelijking in grootte met een mens

Cryolophosaurus bezit enkele onderscheidende kenmerken, eigenschappen die niet gedeeld werden door zijn naaste verwanten. Het is echter onzeker wat precies de plaatsing van het dier in de evolutionaire stamboom was en daarvan hangt weer af in welke eigenschappen het zich onderscheidde. Drie kenmerken lijken echter hoe dan ook uniek te zijn. Het opvallendste daarvan is een hoge dwarskam boven de ogen. Veel theropoden hebben een kam op de snuit maar die is dan in de lengterichting geplaatst, niet overdwars. De kam is een bovenste uitgroeisel van de traanbeenderen en zowel de voorkant als de achterkant ervan is middenin uitgehold. Het tweede kenmerk is minder in het oog springend maar des te eigenaardiger in anatomisch opzicht. Dinosauriërs hebben, net als oorspronkelijk alle Diapsida, aan de achterste zijkant van de schedel een grote opening, het onderste slaapvenster. Volgens de reconstructie van Hammer is bij Cryolophosaurus het squamosum aan het jukbeen verbonden en maakt zo twee openingen. Het gaat daarbij niet om een simpele insnoering of vernauwing, waarbij het achterste bot het voorste net raakt: beide elementen zouden volledig vergroeid zijn, wat verder bij geen enkele theropode voorkomt. Het derde kenmerk is minder afwijkend: de ribben van de halswervels hebben een extreem lang voorste uitsteeksel.

### Skelet

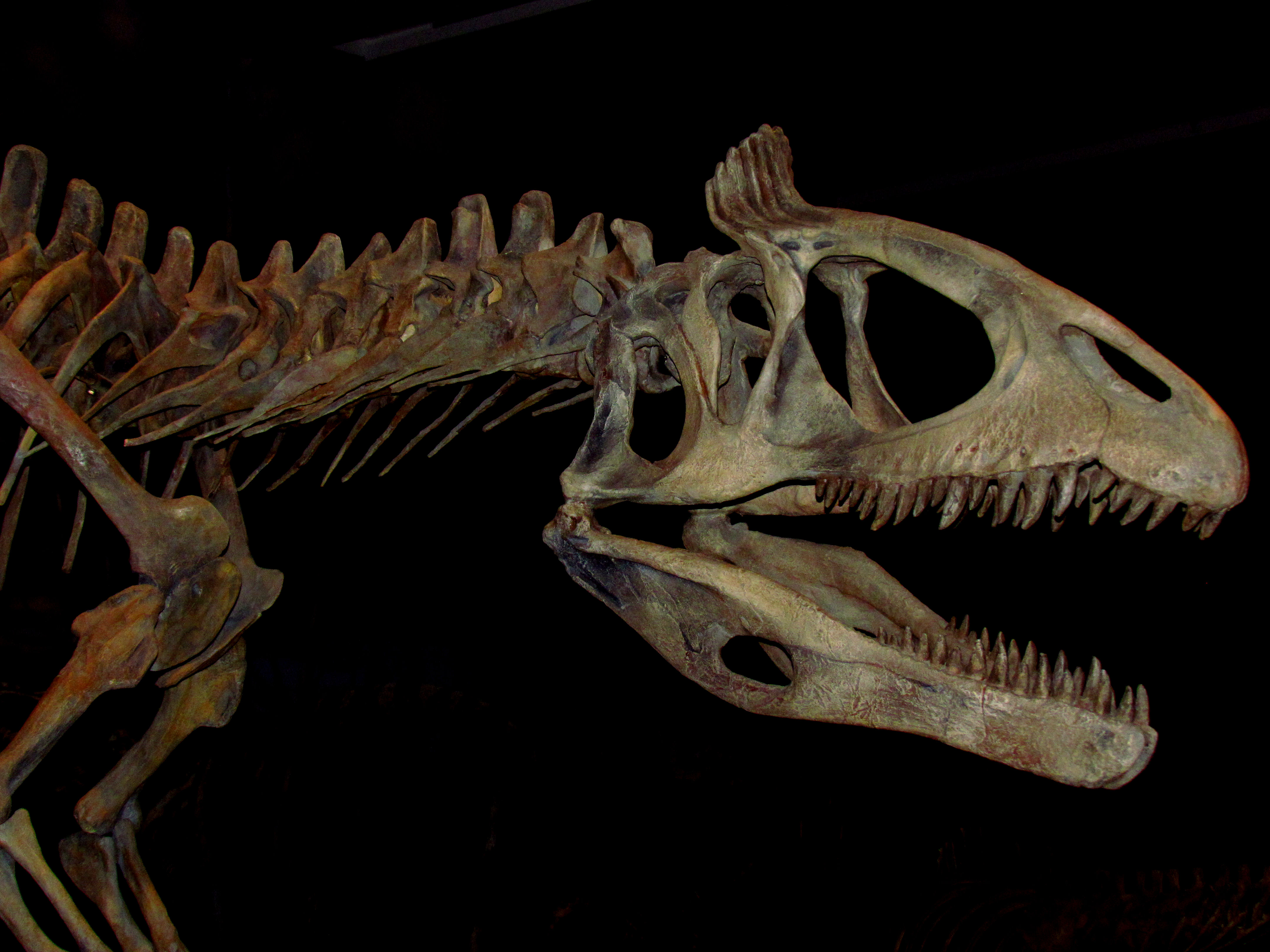
Een, overigens superieur, schedelmodel in de "lange" interpretatie als een dilophosauride...

#### Schedel
Cryolophosaurus had volgens Hammer een vijfenzestig centimeter lange, smalle kop. Paul echter, die de hypothese volgde dat het dier een plaatsing had in de Coelophysoidea, gaf het in zijn reconstructie een passende langere snuit met inkeping die ook gebruikt werd in verschillende skeletopstellingen. In 2005 werd de schedel juist nog korter ingeschat op zesenveertig centimeter lengte; andere opstellingen zijn weer op dit model gebaseerd.

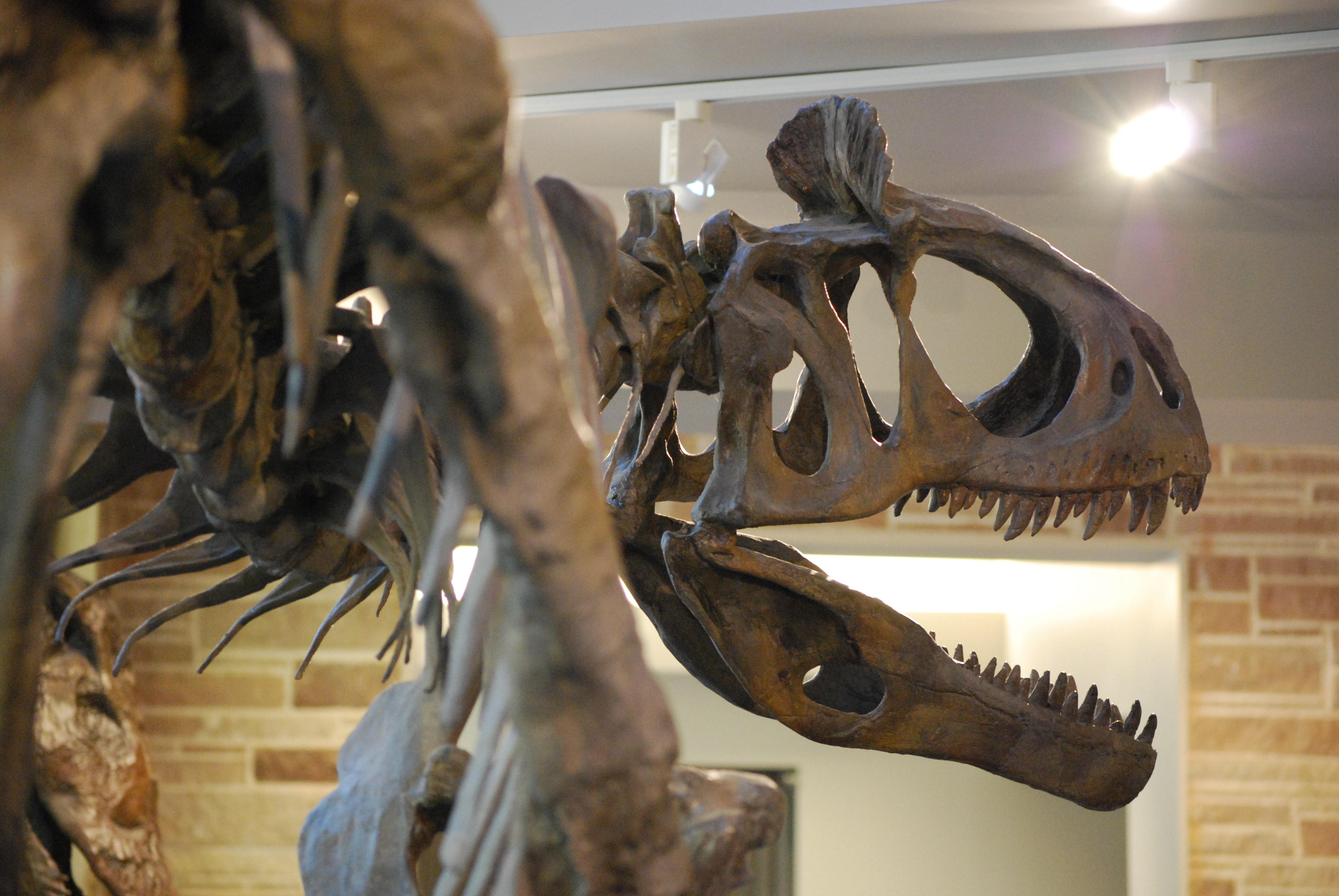
...en in de "korte" interpretatie als een basale tetanuur, zonder knik in de kaakrand maar met een grote fenestra maxillaris

Volgens Hammer is de snuit tamelijk bol. Stukken van het bovenkaaksbeen laten zien dat de tandenrij licht ingesprongen was ten opzichte van de kaakrand. De kaakrand vormt een staafvormige richel, een basaal kenmerk dat ook bekend is van de Coelophysoidea. Van de neusbeenderen zijn slechts de achterste stukken bewaard die elkaar raken met een rechte beennaad die niet vergroeid is. Ieder neusbeen vormt een hoge richel en naar achteren toe waaieren ze uit onder een hoek van vijfenveertig graden zodat ze in bovenaanzicht een V vormen. Hun zijkanten vormen afgeronde gladde richels boven de zijkanten die vermoedelijk uitlopers zijn van de uitholling rond de fenestra antorbitalis, de grote schedelopening in de snuit. De neusbeenderen tonen geen pneumatische foramina. Achteraan leveren ze maar een kleine bijdrage aan de basis van de schedelkam; ze worden toegeknepen door de voorste takken van de traanbeenderen. Zelfs dit zeer vernauwde punt wordt nog ingekeept door zeer dunne uitlopers van de voorhoofdsbeenderen die de traanbeenderen scheiden. Het voorhoofdsbeen raakt dus nog het neusbeen zoals gebruikelijk. Het traanbeen is in zijaanzicht L-vormig. Het verticale hoofdlichaam ervan heeft een buitenvlak dat naar boven toe naar voren draait. Het hangt dan voor de achterste bovenhoek van de fenestra antorbitalis. De draaiing doet de achterkant naar boven toe naar buiten richten zodat daar achter de eigenlijke buitenzijde een uitholling ontstaat. Onder dit punt is er aan de voorzijde van het traanbeen een groot beenschort dat de achterste onderhoek van de fenestra antorbitalis afsnijdt. Het traanbeen is gepneumatiseerd maar mist een groot pneumatisch foramen. Op de achterkant van de snuit lopen de traanbeenderen ver naar voren door. In bovenaanzicht vormen hun voorste takken een spatelvormige structuur die naar achteren verbreedt. In zijaanzicht hellen ze geleidelijk naar boven toe om dan plots te eindigen in een golfvormige kam waarvan de bovenste uitloper iets naar voren helt. In bovenaanzicht is de kam erg breed met wellicht een bolle voorkant en een holle achterkant. De kam is echter op zijn bovenste hoekpunten beschadigd zodat zijn profiel niet geheel zeker is. In vooraanzicht waaiert de basis echter naar boven toe naar bezijden uit. Zowel de voorzijde als de achterzijde is ingesneden door diepe verticale en tamelijk onregelmatige groeven. Als we de middenlijn boven de smalle uitloper van de voorhoofdsbeenderen buiten beschouwing laten, zijn er vier groeven aan iedere zijde zodat er over de volle breedte tien platte richels naast elkaar liggen. Iedere richel is weer ingekerfd door smallere ondiepere groefjes.

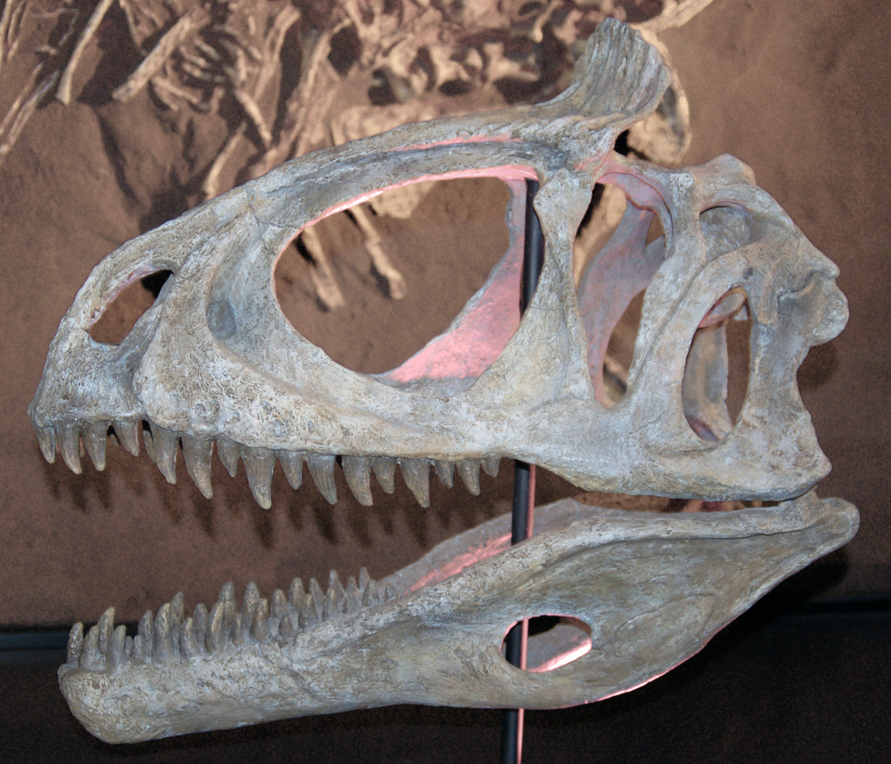
Bij de korte schedelmodellen heeft men gemakshalve het quadratum en het quadratojugale laten samenvallen

De voorhoofdsbeenderen zijn afwijkend van die van andere grote theropoden. Normaliter vormen ze in bovenaanzicht samen een driehoek. De punt daarvan is bij Cryolophosaurus samengeknepen tot een spitse naaldvormige structuur terwijl de zijvlakken naar voren krommen tot een bol profiel. Het bovenvlak van de voorhoofdsbeenderen is glad. Hun middennaad is vooraan recht, achteraan gegolfd. Het voorhoofdsbeen maakt deel uit van de bovenrand van de oogkas; dit stuk is zijdelings ingekeept en aan de onderzijde hol. Van achteren wordt het bovenvlak van het voorhoofdsbeen over een flinke afstand uitgehold door de fossa rond het bovenste slaapvenster; de uitholling maakt een rechte hoek nabij de middenlijn. De wandbeenderen achter de voorhoofdsbeenderen zijn matig breed en liggen tussen trapeziumvormige bovenste slaapvensters die aan hun voorzijden begrensd worden door de grote uithollingen. Op de rand van het achterhoofd is er weer een dwarskam, zij het een veel lagere. Deze kam is dun en van achteren hol, van voren bol gebogen.
De oogkas is zeer hoog en vermoedelijk van onderen spits toelopend. De voorste bovenkant ervan wordt gevormd door een prefrontale. De situatie achter de oogkas is zeer bijzonder. Langs de achterrand van de kas kromt een lange tak van het T-vormige postorbitale naar beneden met een ronde tot driehoekige doorsnede. Daarachter bevindt zich een lange maar dikke opgaande tak van het jukbeen. Ook deze tak heeft een cirkelvormige doorsnede en een dikke lengterichel aan de binnenzijde. In de interpretatie van Hammer, gevolgd door Smith, is aan een van de linkerkant van het fossiel afgespleten fragment te zien dat deze laatste tak naar achteren buigt en contact maakt met voorste zijkant van de quadratojugale tak van het squamosum, het hele onderste slaapvenster in tweeën delend zodat het de vorm krijgt van een '8'. Squamosum en jukbeen raken elkaar niet licht maar zijn stevig vergroeid, in een beennaad. Boven die naad raakte volgens Hammer het squamosum ook nog eens het postorbitale zodat de bovenste opening van het onderste slaapvenster een flink stuk van de grotere onderste opening ligt; het fragment op zich toont dit echter niet. Deze situatie is volstrekt uniek binnen de Theropoda. Zij zou verklaard kunnen worden als een vroeg 'evolutionair experiment' waarin deze eerste echt grote theropode zijn eigen bijzondere oplossing vond voor het probleem de bijtkracht te verhogen door de schedel te versterken. De interpretatie wordt bemoeilijkt doordat bij het fossiel een beschadigde halswervel over slaapvenster is geschoven. Het squamosum vormt de bovenste achterhoek van het onderste slaapvenster; die hoek is minder dan negentig graden en daarmee een stuk puntiger dan bij de meeste theropoden. De bovenzijde is een lange tak richting postorbitale met een lengterichel aan de binnenzijde. Onder het squamosum, en ermee verbonden in een zigzaggende naad, bevindt zich een stevig quadratum dat bedekt wordt door, en ondanks de scheiding door een kleine ovale fenestra paraquadratica ten dele vergroeid is met, een groot L-vormig quadratojugale, in zijaanzicht onderaan de achterste punt van de schedel. De punt is robuust en knopvormig. De bovenste tak van het quadratojugale is hoog en breed. De voorste tak van het quadratojugale wordt omvat door de achterste tak van het jukbeen. Het jukbeen is tamelijk hoog, wellicht opnieuw een aanpassing voor vergrote bijtkracht. Meer naar voren kromt het omhoog wat uiteindelijk de tandenrij van het bovenkaaksbeen hoger brengt. Vooraan lijkt het jukbeen de fenestra antorbitalis net niet te bereiken. De voorste tak is bovenaan glad als deel van de uitholling rond deze schedelopening. De bovenrand van het jukbeen is ingekeept door de punt van de oogkas; deze zon toont geen pneumatische openingen. De achterste tak van het jukbeen loopt versmallend naar het quadratojugale, bovenaan wat uitgehold, vooral aan de linkerbinnenzijde door de uitholling van het onderste slaapvenster. De opgaande en achterste tak van het jukbeen maken een hoek met elkaar die iets wijder is dan negentig graden.
Het achterhoofd is smal en hoog. Bij het achterhoofd zijn de verschillende elementen door vergroeiingen moeilijk te onderkennen, net als bij latere grote theropoden. Bovenaan bevindt zich een krachtig driehoekig centraal bot, het supraoccipitale, met een opvallende middenrichel die naar boven uitloopt in een driehoekige wig die weer overgaat in de middenrichel tussen de wandbeenderen van het schedeldak. De wig is ruw en de zijkanten ervan dienden vermoedelijk als aanhechting voor een kapsel, het ligamentum nuchae. Links en rechts van de richel liggen ondiepe kleine uithollingen, op de grens met de exoccipitalia waarin het supraoccipitale naadloos zijwaarts uitloopt. De uithollingen zijn de aanhechtingspunten voor de musculus rectus capitis die de kop hielp buigen. De holten missen de aderopeningen die andere theropoden daar vaak wel hebben.

#### Onderkaken
Van de onderkaken is alleen de achterkant bekend. Het surangulare loopt naar voren niet uit in een hoog coronoïde uitsteeksel. De bovenrand ervan vormt echter een krachtige overhangende beenrichel. Daaronder ligt een brede groeve met aan de voorkant daarvan het zijvenster van de onderkaak.

## Fylogenie
Cryolophosaurus werd in 1993 niet verder bepaald dan Theropoda. In 2005 was de conclusie dat het een basaal, onder in de stamboom staand, lid was van de Tetanurae, de afstammingstak of klade die ook de latere vogels omvat. In 2007 was de uitkomst echter dat het een lid was van de Dilophosauridae als verwant van Dilophosaurus, en Dracovenator. In 2012 echter wees een onderzoek door Matthew Carrano toch op een plaatsing als tetanuur.
Het volgende kladogram geeft de positie van Cryolophosaurus in de stamboom weer volgens de studie van Carrano.
|  | Dilophosaurus                                                       |
|  |                                                                     |
|  | \| \| Coelophysis bauri \| \| \| \| \| \| Megapnosaurus \| \| \| \| |
|  |                                                                     |
|  | Coelophysis bauri                                                   |
|  |                                                                     |
|  | Megapnosaurus                                                       |
|  |                                                                     |

|  | Coelophysis bauri |
|  |                   |
|  | Megapnosaurus     |
|  |                   |

|  | Ceratosaurus                                                    |
|  |                                                                 |
|  | \| \| Majungasaurus \| \| \| \| \| \| Masiakasaurus \| \| \| \| |
|  |                                                                 |
|  | Majungasaurus                                                   |
|  |                                                                 |
|  | Masiakasaurus                                                   |
|  |                                                                 |

|  | Majungasaurus |
|  |               |
|  | Masiakasaurus |
|  |               |

|  | Ceratosaurus                                                    |
|  |                                                                 |
|  | \| \| Majungasaurus \| \| \| \| \| \| Masiakasaurus \| \| \| \| |
|  |                                                                 |
|  | Majungasaurus                                                   |
|  |                                                                 |
|  | Masiakasaurus                                                   |
|  |                                                                 |

|  | Majungasaurus |
|  |               |
|  | Masiakasaurus |
|  |               |

|           | Monolophosaurus                                                  |
|           |                                                                  |
| Orionides | \| \| Megalosauroidea \| \| \| \| \| \| Avetheropoda \| \| \| \| |
|           | \| \| Megalosauroidea \| \| \| \| \| \| Avetheropoda \| \| \| \| |
|           | Megalosauroidea                                                  |
|           |                                                                  |
|           | Avetheropoda                                                     |
|           |                                                                  |

|  | Megalosauroidea |
|  |                 |
|  | Avetheropoda    |
|  |                 |

|           | Monolophosaurus                                                  |
|           |                                                                  |
| Orionides | \| \| Megalosauroidea \| \| \| \| \| \| Avetheropoda \| \| \| \| |
|           | \| \| Megalosauroidea \| \| \| \| \| \| Avetheropoda \| \| \| \| |
|           | Megalosauroidea                                                  |
|           |                                                                  |
|           | Avetheropoda                                                     |
|           |                                                                  |

|  | Megalosauroidea |
|  |                 |
|  | Avetheropoda    |
|  |                 |

|           | Monolophosaurus                                                  |
|           |                                                                  |
| Orionides | \| \| Megalosauroidea \| \| \| \| \| \| Avetheropoda \| \| \| \| |
|           | \| \| Megalosauroidea \| \| \| \| \| \| Avetheropoda \| \| \| \| |
|           | Megalosauroidea                                                  |
|           |                                                                  |
|           | Avetheropoda                                                     |
|           |                                                                  |

|  | Megalosauroidea |
|  |                 |
|  | Avetheropoda    |
|  |                 |

|           | Monolophosaurus                                                  |
|           |                                                                  |
| Orionides | \| \| Megalosauroidea \| \| \| \| \| \| Avetheropoda \| \| \| \| |
|           | \| \| Megalosauroidea \| \| \| \| \| \| Avetheropoda \| \| \| \| |
|           | Megalosauroidea                                                  |
|           |                                                                  |
|           | Avetheropoda                                                     |
|           |                                                                  |

|  | Megalosauroidea |
|  |                 |
|  | Avetheropoda    |
|  |                 |

|  | Ceratosaurus                                                    |
|  |                                                                 |
|  | \| \| Majungasaurus \| \| \| \| \| \| Masiakasaurus \| \| \| \| |
|  |                                                                 |
|  | Majungasaurus                                                   |
|  |                                                                 |
|  | Masiakasaurus                                                   |
|  |                                                                 |

|  | Majungasaurus |
|  |               |
|  | Masiakasaurus |
|  |               |

|  | Ceratosaurus                                                    |
|  |                                                                 |
|  | \| \| Majungasaurus \| \| \| \| \| \| Masiakasaurus \| \| \| \| |
|  |                                                                 |
|  | Majungasaurus                                                   |
|  |                                                                 |
|  | Masiakasaurus                                                   |
|  |                                                                 |

|  | Majungasaurus |
|  |               |
|  | Masiakasaurus |
|  |               |

|           | Monolophosaurus                                                  |
|           |                                                                  |
| Orionides | \| \| Megalosauroidea \| \| \| \| \| \| Avetheropoda \| \| \| \| |
|           | \| \| Megalosauroidea \| \| \| \| \| \| Avetheropoda \| \| \| \| |
|           | Megalosauroidea                                                  |
|           |                                                                  |
|           | Avetheropoda                                                     |
|           |                                                                  |

|  | Megalosauroidea |
|  |                 |
|  | Avetheropoda    |
|  |                 |

|           | Monolophosaurus                                                  |
|           |                                                                  |
| Orionides | \| \| Megalosauroidea \| \| \| \| \| \| Avetheropoda \| \| \| \| |
|           | \| \| Megalosauroidea \| \| \| \| \| \| Avetheropoda \| \| \| \| |
|           | Megalosauroidea                                                  |
|           |                                                                  |
|           | Avetheropoda                                                     |
|           |                                                                  |

|  | Megalosauroidea |
|  |                 |
|  | Avetheropoda    |
|  |                 |

|           | Monolophosaurus                                                  |
|           |                                                                  |
| Orionides | \| \| Megalosauroidea \| \| \| \| \| \| Avetheropoda \| \| \| \| |
|           | \| \| Megalosauroidea \| \| \| \| \| \| Avetheropoda \| \| \| \| |
|           | Megalosauroidea                                                  |
|           |                                                                  |
|           | Avetheropoda                                                     |
|           |                                                                  |

|  | Megalosauroidea |
|  |                 |
|  | Avetheropoda    |
|  |                 |

|           | Monolophosaurus                                                  |
|           |                                                                  |
| Orionides | \| \| Megalosauroidea \| \| \| \| \| \| Avetheropoda \| \| \| \| |
|           | \| \| Megalosauroidea \| \| \| \| \| \| Avetheropoda \| \| \| \| |
|           | Megalosauroidea                                                  |
|           |                                                                  |
|           | Avetheropoda                                                     |
|           |                                                                  |

|  | Megalosauroidea |
|  |                 |
|  | Avetheropoda    |
|  |                 |

|  | Dilophosaurus                                                       |
|  |                                                                     |
|  | \| \| Coelophysis bauri \| \| \| \| \| \| Megapnosaurus \| \| \| \| |
|  |                                                                     |
|  | Coelophysis bauri                                                   |
|  |                                                                     |
|  | Megapnosaurus                                                       |
|  |                                                                     |

|  | Coelophysis bauri |
|  |                   |
|  | Megapnosaurus     |
|  |                   |

|  | Ceratosaurus                                                    |
|  |                                                                 |
|  | \| \| Majungasaurus \| \| \| \| \| \| Masiakasaurus \| \| \| \| |
|  |                                                                 |
|  | Majungasaurus                                                   |
|  |                                                                 |
|  | Masiakasaurus                                                   |
|  |                                                                 |

|  | Majungasaurus |
|  |               |
|  | Masiakasaurus |
|  |               |

|  | Ceratosaurus                                                    |
|  |                                                                 |
|  | \| \| Majungasaurus \| \| \| \| \| \| Masiakasaurus \| \| \| \| |
|  |                                                                 |
|  | Majungasaurus                                                   |
|  |                                                                 |
|  | Masiakasaurus                                                   |
|  |                                                                 |

|  | Majungasaurus |
|  |               |
|  | Masiakasaurus |
|  |               |

|           | Monolophosaurus                                                  |
|           |                                                                  |
| Orionides | \| \| Megalosauroidea \| \| \| \| \| \| Avetheropoda \| \| \| \| |
|           | \| \| Megalosauroidea \| \| \| \| \| \| Avetheropoda \| \| \| \| |
|           | Megalosauroidea                                                  |
|           |                                                                  |
|           | Avetheropoda                                                     |
|           |                                                                  |

|  | Megalosauroidea |
|  |                 |
|  | Avetheropoda    |
|  |                 |

|           | Monolophosaurus                                                  |
|           |                                                                  |
| Orionides | \| \| Megalosauroidea \| \| \| \| \| \| Avetheropoda \| \| \| \| |
|           | \| \| Megalosauroidea \| \| \| \| \| \| Avetheropoda \| \| \| \| |
|           | Megalosauroidea                                                  |
|           |                                                                  |
|           | Avetheropoda                                                     |
|           |                                                                  |

|  | Megalosauroidea |
|  |                 |
|  | Avetheropoda    |
|  |                 |

|           | Monolophosaurus                                                  |
|           |                                                                  |
| Orionides | \| \| Megalosauroidea \| \| \| \| \| \| Avetheropoda \| \| \| \| |
|           | \| \| Megalosauroidea \| \| \| \| \| \| Avetheropoda \| \| \| \| |
|           | Megalosauroidea                                                  |
|           |                                                                  |
|           | Avetheropoda                                                     |
|           |                                                                  |

|  | Megalosauroidea |
|  |                 |
|  | Avetheropoda    |
|  |                 |

|           | Monolophosaurus                                                  |
|           |                                                                  |
| Orionides | \| \| Megalosauroidea \| \| \| \| \| \| Avetheropoda \| \| \| \| |
|           | \| \| Megalosauroidea \| \| \| \| \| \| Avetheropoda \| \| \| \| |
|           | Megalosauroidea                                                  |
|           |                                                                  |
|           | Avetheropoda                                                     |
|           |                                                                  |

|  | Megalosauroidea |
|  |                 |
|  | Avetheropoda    |
|  |                 |

|  | Ceratosaurus                                                    |
|  |                                                                 |
|  | \| \| Majungasaurus \| \| \| \| \| \| Masiakasaurus \| \| \| \| |
|  |                                                                 |
|  | Majungasaurus                                                   |
|  |                                                                 |
|  | Masiakasaurus                                                   |
|  |                                                                 |

|  | Majungasaurus |
|  |               |
|  | Masiakasaurus |
|  |               |

|  | Ceratosaurus                                                    |
|  |                                                                 |
|  | \| \| Majungasaurus \| \| \| \| \| \| Masiakasaurus \| \| \| \| |
|  |                                                                 |
|  | Majungasaurus                                                   |
|  |                                                                 |
|  | Masiakasaurus                                                   |
|  |                                                                 |

|  | Majungasaurus |
|  |               |
|  | Masiakasaurus |
|  |               |

|           | Monolophosaurus                                                  |
|           |                                                                  |
| Orionides | \| \| Megalosauroidea \| \| \| \| \| \| Avetheropoda \| \| \| \| |
|           | \| \| Megalosauroidea \| \| \| \| \| \| Avetheropoda \| \| \| \| |
|           | Megalosauroidea                                                  |
|           |                                                                  |
|           | Avetheropoda                                                     |
|           |                                                                  |

|  | Megalosauroidea |
|  |                 |
|  | Avetheropoda    |
|  |                 |

|           | Monolophosaurus                                                  |
|           |                                                                  |
| Orionides | \| \| Megalosauroidea \| \| \| \| \| \| Avetheropoda \| \| \| \| |
|           | \| \| Megalosauroidea \| \| \| \| \| \| Avetheropoda \| \| \| \| |
|           | Megalosauroidea                                                  |
|           |                                                                  |
|           | Avetheropoda                                                     |
|           |                                                                  |

|  | Megalosauroidea |
|  |                 |
|  | Avetheropoda    |
|  |                 |

|           | Monolophosaurus                                                  |
|           |                                                                  |
| Orionides | \| \| Megalosauroidea \| \| \| \| \| \| Avetheropoda \| \| \| \| |
|           | \| \| Megalosauroidea \| \| \| \| \| \| Avetheropoda \| \| \| \| |
|           | Megalosauroidea                                                  |
|           |                                                                  |
|           | Avetheropoda                                                     |
|           |                                                                  |

|  | Megalosauroidea |
|  |                 |
|  | Avetheropoda    |
|  |                 |

|           | Monolophosaurus                                                  |
|           |                                                                  |
| Orionides | \| \| Megalosauroidea \| \| \| \| \| \| Avetheropoda \| \| \| \| |
|           | \| \| Megalosauroidea \| \| \| \| \| \| Avetheropoda \| \| \| \| |
|           | Megalosauroidea                                                  |
|           |                                                                  |
|           | Avetheropoda                                                     |
|           |                                                                  |

|  | Megalosauroidea |
|  |                 |
|  | Avetheropoda    |
|  |                 |

## Levenswijze
Dit vleesetende dier leefde in bergachtige gebieden en hoogvlakten. Antarctica was tijdens het Mesozoïcum gemiddeld wel vrij koel maar niet met ijs bedekt. Het maakte deel uit van het supercontinent Gondwana en was bebost. Tijdens de zomers was het relatief warm, ook doordat het lang licht bleef. De winters waren koud en veel planten stierven geheel of gedeeltelijk af. Cryolophosaurus was een van de grootste predatoren die uit het vroege Jura bekend zijn en moet de apexpredator, het roofdier aan de top van de voedselketen, geweest zijn van zijn leefgebied.
De dwarskam was waarschijnlijk felgekleurd. Waarschijnlijk gebruikte het dier de kam om te pronken en wijfjes aan te lokken, niet om te vechten.